# Come nasce un nuovo amore
Come nasce un nuovo amore è un singolo musicale di Jo Chiarello del 1988.
È la canzone vincitrice del festival di Saint Vincent 1988, nella categoria Giovani.

## Descrizione
Dopo aver prodotto nella prima metà degli anni '80 dei singoli abbastanza sbarazzini, cambiando diverse case discografiche e produttori la cantante palermitana si cimenta in una produzione più ricercata, melodica e raffinata dai toni anche disperati, che la porta ad ottenere prima una vittoria a Saint Vincent 1988 nella categoria Giovani e poi l'anno dopo ad arrivare al secondo posto nella categoria Emergenti a Sanremo 1989 con Io e il cielo. A seguito di ciò, produrrà il suo primo album, dal titolo dell'omonima canzone portata a Sanremo, in cui compariranno anche le due canzoni di questo singolo. 

### Analisi
La canzone Come nasce un nuovo amore è una ballata pop, con una prima strofa più lirica e una seconda più ritmata, soprattutto nel ritornello dove si aggiungono le percussioni.
Curiosamente la melodia del ritornello e di parte della strofa, nonché gli arrangiamenti e il finale lirico, sono molto simili alla canzone My Heart Will Go On interpretata da Céline Dion 9 anni dopo. Per pura coincidenza, la cantante canadese debuttò a livello internazionale proprio nel 1988 vincendo l'Eurofestival del 1988 per la Svizzera, nella stessa estate in cui Jo Chiarello vinceva con questa canzone a Saint Vincent 1988 nella categoria Giovani.

## Tracce
1. Lato A: Come nasce un nuovo amore - 4:24 (Eliop, Cheli, Luberti)
2. Lato B: Poesie di un attimo - 4:08 (Eliop, Cheli, Luberti)